# アナザー・チケット
『アナザー・チケット』(英語: Another Ticket)は、1981年に発表されたエリック・クラプトンのアルバム。

## 解説
『エリック・クラプトン・ライヴ』（1975年）以来久し振りに、トム・ダウドがプロデュースを担当。
1979年の日本公演に帯同したメンバーに、ゲイリー・ブルッカー（元プロコル・ハルム）を加えたツイン・キーボード編成で制作された。本作のレコーディング・セッションでは、ゲイリー・ブルッカーのソロ・アルバム『Lead Me To The Water』（1982年、邦題：ゲイリーズ・ドリーム）用の2曲もレコーディングされた。

## 収録曲
特記なき楽曲はエリック・クラプトン作。
1. サムシング・スペシャル - Something Special
2. ブラック・ローズ - Black Rose (Troy Seals, Eddie Setser)
3. ブロウ・ウィンド・ブロウ - Blow Wind Blow (Muddy Waters)
4. アナザー・チケット - Another Ticket
5. アイ・キャント・スタンド・イット - I Can't Stand It
6. ホールド・ミー・ロード - Hold Me Lord
7. フローティング・ブリッジ - Floating Bridge (Sleepy John Estes)
8. キャッチ・ミー・イフ・ユー・キャン - Catch Me If You Can (Gary Brooker, Eric Clapton)
9. リタ・メイ - Rita Mae

## レコーディング・メンバー
- エリック・クラプトン - ギター & ボーカル
- クリス・スティントン - キーボード
- アルバート・リー - ギター & ボーカル
- ゲイリー・ブルッカー - キーボード & ボーカル
- ヘンリー・スピネッティ - ドラムス & パーカッション
- デイヴ・マーキー - ベース